# Xã Rose Lake, Michigan
Xã Rose Lake (tiếng Anh: Rose Lake Township) là một xã thuộc quận Osceola, tiểu bang Michigan, Hoa Kỳ. Năm 2010, dân số của xã này là 1.373 người.